# Чэнь Айцзе, Роза
Роза Чэнь Айцзе (кит. 陳愛婕洛莎, 1878, провинция Хэбэй, Китай — 5 июля 1900, Цао, провинция Хэбэй, Китай) — святая Римско-Католической Церкви, мученица.

## Биография
Роза Чэнь Айцзе родилась в 1878 году в провинции Хэбэй, Китай.
В 1899—1900 гг. в Китае во время Ихэтуаньского восстания жестоко преследовались христиане. 5 июля 1900 года Тереза Чэнь Цзиньцзе вместе с группой родственников из десяти человек арендовала автомобиль и бежала в соседний город, чтобы скрыться от преследований боксёров. По дороге машина была задержана возле села Цао повстанцами, которые приказали беглецам выйти из автомобиля. Повстанцы сразу же убили водителя машины и мать Розы, а двум мальчикам в возрасте 12 и 17 лет отрубили головы. Остальным беглецам, кроме Розы Чэнь Айцзе и её сестры Терезы, удалось бежать. Повстанцы хотели забрать с собой Розу Чэнь Айцзе Чэнь Цзиньцзе и её старшую сестру, но девушки упирались и тогда один из боксёров ударом ножом ранил Розу и убил Терезу. Через некоторое время Роза Чэнь Айцзе скончалась от ранения.

## Прославление
Роза Чэнь Айцзе была беатифицирована 17 апреля 1955 года Римским Папой Пием II и канонизирована 1 октября 2000 года Римским Папой Иоанном Павлом II вместе с группой 120 китайских мучеников.
День памяти в Католической Церкви — 9 июля.

## Источник
- George G. Christian OP, Augustine Zhao Rong and Companions, Martyrs of China, 2005, стр. 97  (англ.)